# Кулунатинский государственный заповедник
Кулунатинский государственный заповедник — особо охраняемая природная территория Кыргызстана, образованная в 2004 году, которая располагается в Кара-Кульджинском районе Ошской области. Он был организован постановлением Правительства Кыргызской Республики от 11 августа 2004 года № 598 в целях сохранения биоразнообразия, богатого генофонда арчово-хвойных лесов, животного и растительного мира, улучшения охраны биологических ресурсов, расширения сети особо охраняемых природных территорий.
Площадь заповедника составляет 24510 гектар и включает два обособленных заповедных участка: «Кулуната» на площади 18510 га и «Тонзоо» — 6000 га.